# Agrilus coraebiformis
Agrilus coraebiformis é uma espécie de inseto do género Agrilus, família Buprestidae, ordem Coleoptera.
Foi descrita cientificamente por Kerremans, 1908.